# Cantón de Acosta
Cantón de Acosta är en kanton i Costa Rica.   Den ligger i provinsen San José, i den centrala delen av landet, 20 km sydväst om huvudstaden San José.